# Rui Costa
Rui Manuel César Costa zkráceně jen Rui Costa (* 29. března 1972 Lisabon) je portugalský sportovní manažer a bývalý fotbalový záložník, který oblékal dres klubů Benficy, Fiorentiny a Milána. Je považován za jednoho z nejlepších portugalských fotbalistů všech dob. Během své kariéry vyhrál jednou portugalskou i italskou ligu, jednou Portugalský a tři Italské domácí poháry a stal se i vítězem LM a Evropského superpoháru.
Za národní tým se zúčastnil tří turnajů ME (1996, 2000 – bronz a 2004 – stříbro) a jednou na MS (2002).
Po ukončení hráčské kariéry se stal od sezony 2008/09 sportovním manažerem mateřského klubu SL Benfica.

## Klubová kariéra

### SL Benfica
V pěti letech vstoupil do místních kategorií Damaia Ginásio Clube. O čtyři roky později, ve věku 9 let, zkusil štěstí na trénincích v klubu SL Benfica. Po deseti minutách tréninku si jej všimla klubová legenda Eusébio. Byl ohromen dovednostmi mladého hráče. Po dobu osmi let zlepšoval kvalitu a styl v mládežnických týmech až do roku 1990, kdy byl na rok zapůjčen do klubu druhé ligy AD Fafe. Po roce se vrátil, kde vyhrál portugalský pohár (1992/93) i ligu (1993/94). Po vítězné sezoně musel klub prodat některé hráče i Manuela, kvůli zoufalé potřebě finančních prostředků k odvrácení nemyslitelného konci klubu. A tak po třech sezonách byl prodán za 5,5 mil. Euro do italského klubu AC Fiorentina.

### AC Fiorentina
Do nového klubu jej chtěl trenér Claudio Ranieri, který chtěl od Manuela přihrávky pro útočníka Batistutu. První utkání odehrál 11. září 1994 proti Janovu (1:1). S jeho vynikajícím pečlivým ovládáním, driblingem a pohledem podobným Scholesovi mu vynesl přezdívku Princ z Florencie. První branku vstřelil 23. října 1994 proti Padově (4:1). První sezona skončila a klub se umístil na 10. místě v lize. Manuel vstřelil celkem devět branek a hlavně díky jeho přihrávkám vyhrál Batigol tabulku střelců v lize. V Italském tisku si vysloužil přezdívku Il Maestro.
První úspěch v klubu přišel na konci sezony 1995/96, když ve finále italského poháru porazil Atalantu. Začátek sezony 1996/97 odehrál vítězné utkání o italský superpohár nad AC Milán (2:1). V poháru PVP došel až do semifinále, kde podlehl pozdějšímu vítězi Barceloně (1:1, 0:2).
Dobrou sezonu odehrál v sezoně 1998/99. V lize skončil s klubem na 3. místě (kvalifikace do LM), v domácím poháru došel do finále kde ale podlehl Parmě jen díky víc vstřeleným brankám na domácím hřišti (1:1, 2:2). Hrál i pohár UEFA kde ale skončil již ve 2. kole. I tak to byla nejlepší sezona v kariéře. Celkem odehrál 39 utkání a vstřelil 14 branek.
Sezona 1999/00 začala kvalifikaci do LM ve dvojzápase proti polskému klubu Widzew Łódź (3:1, 2:0). Při druhém utkání dělal kapitána týmu. Nakonec v soutěži skončil na 3. místě v osmifinálové skupině.
Klub již neměl moc peněz na fotbalisty a tak sezonu 2000/01 zahájil již bez Batigola. I tak se Manuel snažil svými přihrávkami hledat nového střelce Chiesu. Konec sezony byl vítězný v domácím poháru, když porazil ve finále Parmu (1:0, 1:1). I přes nelibost k odchodu, musel Manuel odejít. Klub byl totiž ve finanční ztrátě a musel prodávat hráče. Manuel a brankář Toldo měli být prodání za celkem 140 mil. Euro do Parmy. Jenže obchod se neuskutečnil, protože hráči s odchodem nesouhlasili. Nakonec se rozhodl pro odchod do AC Milán. Za sedm sezon odehrál za fialky celkem 276 utkání a vstřelil v nich 50 branek. Stal se vítězem Italského poháru i superpoháru.

### AC Milán
Do klubu Rossoneri přichází společné od fialek s trenérem Terim. První utkání odehrál 26. srpna 2001 proti Brescii (2:2). Jenže ve 26. minutě utkání si zlomil zápěstí. První branku vstřelil v 1. kole v poháru UEFA proti BATE Borisov (4:0). V pohárech došel do semifinále kde jej vyřadila Borussia (0:4, 3:1). V lize se špatném začátku podařilo vystoupat na 4. místo.
Sezona 2002/03 začala kvalifikací do LM. V ní nastoupil do obou utkání proti Liberci a díky vstřelené brance na venkovním hřišti postoupili (1:0, 1:2). Kromě jednoho utkání odehrál všechny zápasy LM a ve finále pomohl k vítězství nad Juventusem. Také byl u vítězství v domácím poháru.
Následující sezona začala prohrou o italský superpohár nad Juventusem. Pak přišlo vítězné utkání o evropský superpohár nad Portem. Na konci roku se hrálo utkání o Inter. pohár a v ní prohrál s Bocou na penalty. V lize pomohl k 17 titulu třemi brankami. A v LM vypadli ve čtvrtfinále nad La Coruňou (4:1, 0:4).
Poslední dvě sezony v Rossoneri už hrál méně v základní sestavě. Vystřídal jej Kaká. Vyhrál italský superpohár nad Laziem (3:0) na konci sezony se probojoval do finále LM 2004/05, kde prohrál na penalty s Liverpoolem. V utkání nastoupil ve 112 minutě. Poslední utkání za Rossoneri odehrál 14. května 2006 proti AS Řím (2:1). Za pět sezon odehrál celkem 192 utkání a vstřelil v nich 11 branek. Později se stal členem Hall of Fame.

### Návrat do Benficy
Dne 25. května 2006 ukončil smlouvu s AC Milán i když měl smlouvu ještě na jeden rok za 4,6 mil. Euro a vrátil se do mateřského klubu. Za sezonu odehrál málo utkání kvůli zranění. Před sezonou 2007/08 oznámil že to bude jeho poslední sezona v kariéře. V základní části LM se SL Benfica utkala s AC Milán. Utkání v Itálii jej fanoušci uvítali s jásotem a potleskem, jako znamení vděčnosti za roky strávené v klubu. Poslední utkání odehrál 11. května 2008 proti Setúbalu (3:0). Za mateřský klub odehrál celkem pět sezon a nastoupil do 174 utkaní a vstřelil 30 branek.

## Reprezentační kariéra
První zkušenosti s reprezentací měl již od 18náctek a prošel i další věkové kategorie. Společně se spoluhráči (např.Figem) se stal mistrem světa z roku
1991 a jejich generace si vysloužila přezdívku zlatá generace.
První utkání za Portugalsko odehrál 31. března 1993 proti Švýcarsku (1:1). První branku vstřelil 19. června 1993 proti Maltě (4:0). Od kvalifikace na ME 1996 je již stálým hráčem v sestavě. Zúčastnil se turnajů ME 1996 i ME 2000. Také byl na MS 2002.
Poslední turnaj odehrál na ME 2004 které se konalo v Portugalsku a získává největší úspěch kariéry za reprezentaci a to stříbrnou medaili. Ve finále prohrál s Řeckem (0:1). Na turnaji vstřelil i poslední branku za reprezentaci a to proti Anglii ve čtvrtfinále v 110 minutě v prodl. na 2:1. Jenže soupeř vyrovnal ale na penalty postoupili i když Manuel svou penaltu nedal do semifinále. Nakonec odehrál celkem 91 utkání a vstřelil v nich 22 branek.

## Po fotbalové kariéře
Den po svém posledním utkání byl představen jako ředitel klubu SL Benfica. Najal trenéra Florese a byl zodpovědný za formaci týmu v příští sezóně. Za rok ale najal už jiného trenéra Jorgeho Jesuse, který přinesl tituly (2009/10, 2013/14 a 2014/15).

## Přestupy
- z SL Benfica do AC Fiorentina za 5 500 000 Euro
- z AC Fiorentina do AC Milán za 41 320 000 Euro
- z AC Milán do SL Benfica zadarmo

## Hráčská statistika
| Sezóna  | Klub          | Liga             | Liga   | Liga | Ligové poháry | Ligové poháry | Ligové poháry | Kontinentální poháry | Kontinentální poháry | Kontinentální poháry | Celkem | Celkem |
| Sezóna  | Klub          | Soutěž           | Zápasy | Góly | Soutěž        | Zápasy        | Góly          | Soutěž               | Zápasy               | Góly                 | Zápasy | Góly   |
| ------- | ------------- | ---------------- | ------ | ---- | ------------- | ------------- | ------------- | -------------------- | -------------------- | -------------------- | ------ | ------ |
| 1990/91 | AD Fafe       | Segunda Divisão  | 38     | 6    | -             | 0             | 0             | -                    | 0                    | 0                    | 38     | 6      |
| 1991/92 | SL Benfica    | Primeira Divisão | 21     | 4    | PP            | 3             | 0             | PMEZ                 | 7                    | 0                    | 31     | 4      |
| 1992/93 | SL Benfica    | Primeira Divisão | 23     | 4    | PP            | 4             | 1             | UEFA                 | 4                    | 0                    | 31     | 5      |
| 1993/94 | SL Benfica    | Primeira Divisão | 34     | 5    | PP            | 3             | 1             | PVP                  | 8                    | 4                    | 45     | 10     |
| 1994/95 | AC Fiorentina | Serie A          | 31     | 9    | IP            | 4             | 0             | -                    | 0                    | 0                    | 35     | 9      |
| 1995/96 | AC Fiorentina | Serie A          | 34     | 4    | IP            | 7             | 2             | -                    | 0                    | 0                    | 41     | 6      |
| 1996/97 | AC Fiorentina | Serie A          | 28     | 2    | IP+IS         | 1+1           | 0             | PVP                  | 8                    | 0                    | 38     | 2      |
| 1997/98 | AC Fiorentina | Serie A          | 32     | 3    | IP            | 5             | 2             | -                    | 0                    | 0                    | 37     | 5      |
| 1998/99 | AC Fiorentina | Serie A          | 31     | 10   | IP            | 7             | 4             | UEFA                 | 1                    | 0                    | 39     | 14     |
| 1999/00 | AC Fiorentina | Serie A          | 30     | 4    | IP            | 4             | 0             | LM                   | 14*                  | 2*                   | 48     | 6      |
| 2000/01 | AC Fiorentina | Serie A          | 29     | 6    | IP            | 7             | 2             | UEFA                 | 2                    | 0                    | 38     | 8      |
| 2001/02 | AC Milán      | Serie A          | 22     | 0    | IP            | 1             | 0             | UEFA                 | 10                   | 3                    | 33     | 3      |
| 2002/03 | AC Milán      | Serie A          | 25     | 0    | IP            | 5             | 1             | LM                   | 18*                  | 0*                   | 48     | 1      |
| 2003/04 | AC Milán      | Serie A          | 28     | 3    | IP+IS         | 4+1           | 0             | LM+ES+IP             | 6+1+1                | 0                    | 41     | 3      |
| 2004/05 | AC Milán      | Serie A          | 24     | 1    | IP+IS         | 4+1           | 0             | LM                   | 9                    | 0                    | 38     | 1      |
| 2005/06 | AC Milán      | Serie A          | 25     | 0    | IP            | 3             | 3             | LM                   | 4                    | 0                    | 32     | 3      |
| 2006/07 | SL Benfica    | Primeira Liga    | 14     | 0    | PP            | 3             | 0             | LM                   | 5*                   | 1*                   | 22     | 1      |
| 2007/08 | SL Benfica    | Primeira Liga    | 29     | 5    | PP            | 4             | 3             | LM+UEFA              | 7*+5                 | 1*+1                 | 45     | 10     |
| Celkově | Celkově       | Celkově          | 498    | 66   | -             | 72            | 19            | -                    | 110                  | 12                   | 680    | 97     |

Poznámky
- i s předkolem.

## Reprezentační statistika

### Statistika na velkých turnajích
| Reprezentace | Rok  | Zápasy             | Zápasy | Zápasy     | Zápasy           | Zápasy           | Zápasy            |
| Reprezentace | Rok  | Fáze turnaje       | Datum  | Soupeř     | Odehraných minut | Vstřelené branky | Výsledek          |
| ------------ | ---- | ------------------ | ------ | ---------- | ---------------- | ---------------- | ----------------- |
| Portugalsko  | 1996 | 1 zápas ve skupině | 9. 6.  | Dánsko     | 90               | 0                | 1:1               |
| Portugalsko  | 1996 | 2 zápas ve skupině | 14. 6. | Turecko    | 90               | 0                | 1:0               |
| Portugalsko  | 1996 | 3 zápas ve skupině | 19. 6. | Chorvatsko | 61               | 0                | 3:0               |
| Portugalsko  | 1996 | Čtvrtfinále        | 23. 6. | Česko      | 90               | 0                | 0:1               |
| Portugalsko  | 2000 | 1 zápas ve skupině | 12. 6. | Anglie     | 85               | 0                | 3:2               |
| Portugalsko  | 2000 | 2 zápas ve skupině | 17. 6. | Rumunsko   | 87               | 0                | 1:0               |
| Portugalsko  | 2000 | Čtvrtfinále        | 24. 6. | Turecko    | 87               | 0                | 2:0               |
| Portugalsko  | 2000 | Semifinále         | 28. 6. | Francie    | 78               | 0                | 1:2 v prodl.      |
| Portugalsko  | 2002 | 1 zápas ve skupině | 5. 6.  | USA        | 80               | 0                | 2:3               |
| Portugalsko  | 2002 | 2 zápas ve skupině | 10. 6. | Polsko     | 30               | 1                | 4:0               |
| Portugalsko  | 2004 | 1 zápas ve skupině | 12. 6. | Řecko      | 45               | 0                | 0:1               |
| Portugalsko  | 2004 | 2 zápas ve skupině | 16. 6. | Rusko      | 27               | 1                | 2:0               |
| Portugalsko  | 2004 | Čtvrtfinále        | 24. 6. | Anglie     | 41               | 1                | 2:2 (6:5 na pen.) |
| Portugalsko  | 2004 | Finále             | 4. 7.  | Řecko      | 30               | 0                | 0:1               |

## Úspěchy

### Klubové
- 1× vítěz portugalské ligy (1993/94)
- 1× vítěz italské ligy (2003/04)
- 3× vítěz italského poháru (1995/96, 2000/01, 2002/03)
- 1× vítěz portugalského poháru (1992/93)
- 2× vítěz italského superpoháru (1996, 2004)
- 1× vítěz Ligy mistrů (2002/03)
- 1× vítěz evropského superpoháru (2003)

### Reprezentace
- 1× na MS (2002)
- 3× na ME (1996, 2000 – bronz 2004 – stříbro)
- 1× na MS 20 let (1991 – zlato)
- 1× na ME 21 let (1994 – stříbro)

### Individuální
- All Stars Team ME (1996, 2000)
- člen FIFA 100

### Vyznamenání
Řád prince Jindřicha (2004)